# 路易斯·賈斯迪優尼
路易斯·賈斯迪優尼（1962年7月31日—）是巴拉圭的政治人物，國家共和聯盟（紅黨）黨員，現任巴拉圭工商部長。他曾於2003年－2007年擔任巴拉圭副總統，2018年－2019年擔任巴拉圭外交部長，此外他也曾擔任巴拉圭參議院與眾議院的議員。

## 生平
賈斯迪優尼於1962年出生於巴拉圭中部的伊塔庫魯維德爾羅薩里奧，後畢業於巴拉圭天主教大學，主修土木工程。1984年他進入政壇，擔任政黨國家共和聯盟青年團的領導人，2003年尼卡诺尔·杜阿尔特·弗鲁托斯與其搭擋競選總統勝選，賈斯迪優尼於2003年上任副總統，2007年為參選總統而辭職，但在黨內初選中以些微差距敗給獲弗魯托斯支持的布蘭卡·奧韋拉爾。賈斯迪優尼稱選舉過程不公，有上萬張支持自己的選票被偷走，將訴諸訴訟解決。

## 荣誉

### 外国勋章奖章
- 特种大绶卿云勋章（中华民国，2004年2月10日于台北总统府颁授[6]）